# Gressy (Seine-et-Marne)
Gressy ist eine französische Gemeinde mit 803 Einwohnern (Stand 1. Januar 2022) im Département Seine-et-Marne in der Region Île-de-France. Der Ort befindet sich am Canal de l’Ourcq.

## Sehenswürdigkeiten
- Kirche Saint-Denis, erbaut ab dem 13. Jahrhundert
- Manoir de Clairefontaine (Herrenhaus)

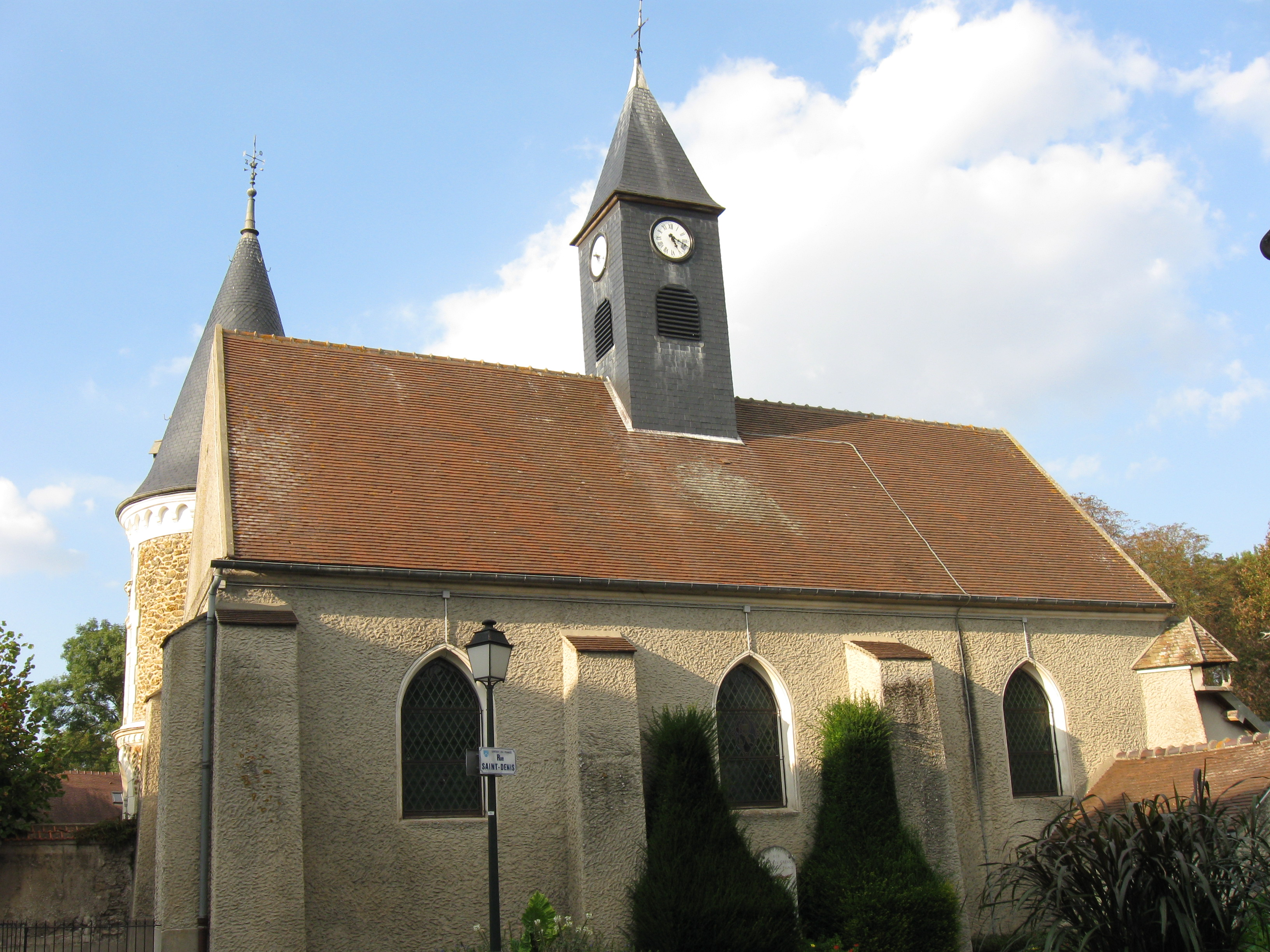
Kirche Saint-Denis